# Seznam představitelů městské části Brno-Řečkovice a Mokrá Hora
Seznam představitelů městské části Brno-Řečkovice a Mokrá Hora.

## Starostové po roce 1989
| Ve funkci                   | Jméno                   | Strana              |
| 1990 – 30. 11. 1994         | ing. Jan Holík          | KDU-ČSL             |
| 30. 11. 1994 – 30. 11. 1998 | ing. Jan Holík          | KDU-ČSL             |
| 30. 11. 1998 – 11. 11. 2002 | PaedDr. Ladislav Filipi | ODS                 |
| 11. 11. 2002 – 6. 11. 2006  | PaedDr. Ladislav Filipi | ODS                 |
| 6. 11. 2006 – 10. 11. 2010  | PaedDr. Ladislav Filipi | ODS                 |
| 10. 11. 2010 – 6. 11. 2014  | Mgr. Bc. Marek Viskot   | Sociální demokracie |
| 6. 11. 2014 – 19. 11. 2018  | Mgr. Bc. Marek Viskot   | Sociální demokracie |
| 19. 11. 2018 – 20. 10. 2022 | Mgr. Bc. Marek Viskot   | Sociální demokracie |
| 20. 10. 2022 – úřadující    | Mgr. Bc. Marek Viskot   | Sociální demokracie |

## Mokrá Hora
Vesnice Mokrá Hora byla po roce 1850 součástí Jehnic. V roce 1953 se stala samostatnou obcí a roku 1960 byla připojena k Brnu. Od roku 1990 je součástí městské části Brno-Řečkovice a Mokrá Hora.

### Před rokem 1850
V letech 1826 a 1832 je jako rychtář doložen František Milion. Roku 1826 je doložen jako podmistr Jan Neumeister a v roce 1832 Jan Potomský.

### Předsedové národního výboru (1953–1960)
| Ve funkci | Jméno          | Strana | Poznámky |
| --------- | -------------- | ------ | -------- |
| 1953–1954 | Jan Dostál     |        |          |
| 1954–1960 | Alois Rohlínek |        |          |